# دوربین کامپکت

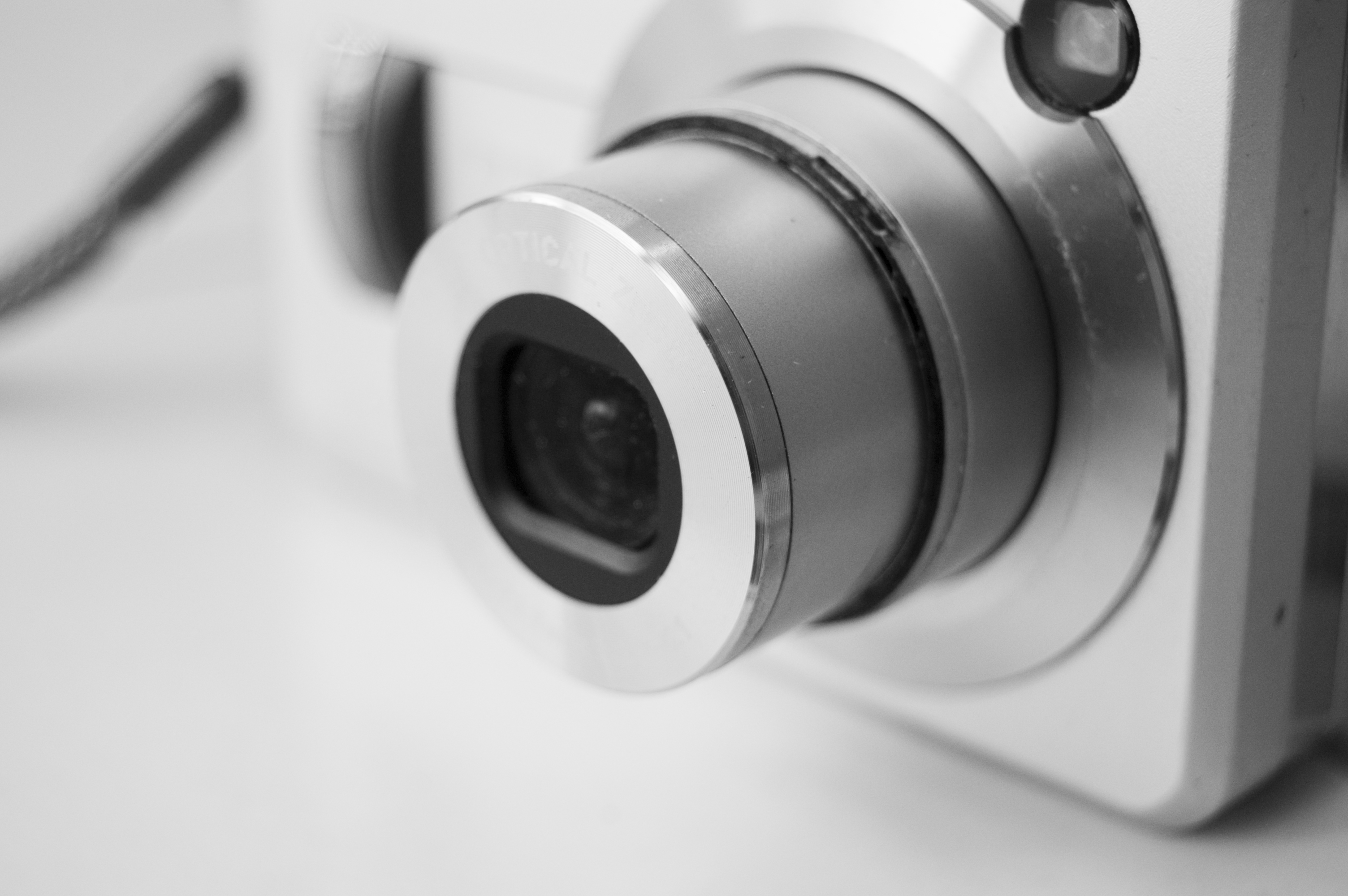
یک دوربین کامپکت دیجیتال

دوربین کامپکت (به انگلیسی: Compact Camera) نوعی دوربین عکاسی کوچک و جمع‌وجور است که لنز آن جدا نمی‌شود و نمایاب TTL نیز ندارد.  بسیاری از کارهای عکاسی مانند تنظیم‌فاصله، نوردهی، فوکوس، تعادل رنگ سفید و... را به‌طور خودکار (اتوماتیک) انجام می‌دهد و احتیاجی به دخالت عکاس نیست. 
البته در بعضی مدل ها قابلیت تنظیم حالت عکاسی هم وجود دارد.
دوربین‌های کامپکت اکثراً استفادهٔ خانگی دارند و برای افراد مبتدی می‌باشند و ازین صورت بسیار کارآمدتر هستند 
و اکثر آن‌ها قیمت پایینی دارند که به همین خاطر عموم مردم برای ثبت لحظات خود از دوربین های کامپکت استفاده می‌کنند 
سری سایبرشات از سونی و سری پاورشات از کنون از پرفروش ترین دوربین های کامپکت در جهان هستند. 

## منبع
1. ↑  نادر خرمی‌راد، راهنمای عکاسی دیجیتال، کانون نشر علوم، ص. ۳۰۳
2. ↑  رحیم دانایی، آموزش نوین عکاسی، ارسباران، ص. ۲۱۶